# Даниловка (Мелеузівський район)
Дани́ловка (рос. Даниловка, башк. Даниловка) — присілок у складі Мелеузівського району Башкортостану, Росія. Входить до складу Корнієвської сільської ради.
Населення — 420 осіб (2010; 384 в 2002).
Національний склад:
- росіяни — 57%
- башкири — 38%